# Constitution Act (Columbia Britannica)
Il Constitution Act (in lingua inglese Atto della Costituzione) del 1996 è un atto provinciale approvato dalla legislatura della Columbia Britannica. La legge delinea i poteri e le regole che governano i rami esecutivo e legislativo del governo provinciale della Columbia Britannica. La Columbia Britannica è l'unica provincia del Canada ad avere un tale atto.
Prima del 1996, i poteri e le regole dell'esecutivo e della legislatura della Columbia Britannica derivavano dai Termini di Unione della Columbia Britannica, che unirono ufficialmente la Columbia Britannica al Canada. Quei termini di unione, a loro volta, continuarono il governo stabilito nei termini di unione tra la colonia dell'isola di Vancouver con la colonia della Columbia Britannica. Il British Columbia Terms of Union fa ancora parte della Costituzione del Canada, quindi il Constitution Act del 1996 non può entrare in conflitto con esso.
A differenza della Costituzione del Canada, la Costituzione della Columbia Britannica è un atto regolare della legislatura e può essere modificato con un normale voto a maggioranza. Tuttavia, qualsiasi modifica che richieda un emendamento ai Termini di Unione della Columbia Britannica deve essere eseguita con il consenso del governo federale nella sezione formula modificativa.